# Lange Jansstraat
De Lange Jansstraat is een straat in het centrum van de Nederlandse stad Utrecht. Ze begint bij de Neude en eindigt zo'n 100 meter verder op het Janskerkhof.
De straat bestond reeds omstreeks 1300. Tot de Reformatie (circa 1580) bevond zich in het oosten de immuniteit van de Janskerk. Rond 1969 is de straat verbreed. De zuidwand is in die tijd gesloopt; nieuwbouw kwam ervoor in de plaats langs een teruggetrokken rooilijn. Anno 2013 bevinden zich drie gemeentelijke monumenten in de straat waaronder op nummer 26 en 28 eind 19-eeuwse woon-winkelpanden naar ontwerp van de architect M.E. Kuiler.
De Lange Jansstraat maakt deel uit van de Binnenstadsas, een HOV-busbaan die loopt van station Utrecht Centraal naar het Utrecht Science Park.